# 박종환 (축구인)
박종환(朴鍾煥, 1936년 2월 9일~2023년 10월 7일)은 대한민국의 축구인이다. 멕시코에서 열린 1983년 FIFA U-20 월드컵에서 대한민국의 FIFA 주관 대회 첫 4강 진출을 이끌었고, 일화 천마의 창단 감독을 맡아 정규리그 3연패를 이루는 등 명 감독으로 이름이 높았으며 엄한 훈련을 중시하는 스파르타식 지도로 유명했다.

## 선수 경력
황해남도 옹진군 출생으로 1966년까지 실업 축구 팀 대한석탄공사에서 활약했으며, 수원 유신고등학교의 체육교사로도 근무하였다.

## 심판 경력
1971년부터 1979년까지 국제 축구 심판으로도 활동하였다. 연·고전 축구 심판진 선정시 단골로 주심 역할을 맡을 정도로 정확한 경기 진행 능력도 발군이었다.

## 지도자 경력
1983년 멕시코 세계 청소년 축구 선수권대회에서 청소년 대표팀 감독을 맡아 청소년 대표팀을 4강에 올리면서 국민적인 영웅으로 떠올랐다. 멕시코가 공기가 희박한 고지대였으므로 대한민국에서부터 미리 마스크를 쓰고 운동을 하며 고지대에 적응했다는 유명한 일화가 있다.
이후 LA 올림픽을 앞두고 국가대표팀 감독을 맡았으나, 그의 강압적인 지도 방식에 불만을 품은 일부 선수가 태릉선수촌을 이탈하는 등 분위기가 어수선해지면서 아시아 지역 예선에서 탈락했다.
1989년 K리그 팀 일화 천마의 창단 감독으로 부임해 정규리그 3연속 우승의 대기록을 세웠다. 그러나 1996 시즌 개막을 앞두고 단장과의 갈등으로 1996년 4월 2일 사퇴했다. 이에 앞서 '호랑이 감독'이란 소문답게 스파르타식 조련을 했고 이 과정에서 일화의 창단 멤버 중 하나였던 김용세가 후배들을 위해 반기를 들었으며  이로 인해 김용세는 1991년 시즌 후 이른 나이에 은퇴했다.
뒷날 김용세는 박종환과 만나  서로 쌓였던 것들을 모두 털어냈다.
1996년 5월에 국가대표팀 감독으로 선임되었으나 그 해 아랍에미리트에서 열렸던 AFC 아시안컵 대회에서 무기력한 경기를 펼쳤고, 특히 이란과의 8강전에서 2-6으로 대패한 일이 결정타가 되어 국가대표팀 감독직을 차범근에게 넘겼다. 이후에는 더 이상 국가대표팀과 인연을 맺지 못했다.
2003년 대구 FC의 창단 감독으로 부임하여 2006년까지 팀을 이끌었으며, 계약 만료 후 변병주에게 감독직을 넘겼다.
2014년 성남 FC의 감독으로 현장에 복귀했으나, 선수 폭행 사건에 연루되어 불과 4개월 만에 감독직에서 사퇴했다.
2018년 K3리그 여주 FC의 창단 총감독으로 부임해 2020년까지 활동했다.

## 프런트, 행정가 경력
한편으로는 대한민국의 여자 축구계에도 많은 관심을 가져서, 2001년 3월에 여자축구연맹의 초대 회장으로 선출되었다.
1999년에는 여자 축구단 숭민 원더스의 단장으로 부임, 2002년에 해체할 때까지 재직하였다.

## 말년
여주 FC의 총감독에서 물러난 후에는 사실상 축구계 은퇴와 함께 쓸쓸한 말년을 보냈다. 말년에는 자신의 집이 없어서 지인의 집에서 야인으로 지냈다가 요양병원으로 옮겨서 생활했다고 하며, 2022년 2월 13일에 방송된 TV조선의 스타다큐 마이웨이에 출연하며 근황을 알렸다. 스타다큐 마이웨이에서 자신이 지도한 선수들 중 한 명이 손흥민의 부친인 손웅정이라고 언급했다.
그러나 2023년 코로나19에 감염된 이후 코로나19에 따른 패혈증으로 2022 항저우 아시안게임 축구 결승전이 열린 2023년 10월 7일에 향년 85세의 일기로 타계했다.
논란이 많았던 축구인임에도 멕시코 세계 청소년 축구 선수권대회 4강 등의 공로를 들어 대한축구협회가 장례식을 주관해서 축구협회장으로 장례를 치르기로 했으며, 10월 9일에 영결식이 열렸다. 장지는 경기도 성남시의 영생원 에덴공원이다. 대한축구협회는 그를 원로로 칭하며 애도하였다. 잔니 인판티노 FIFA 회장도 대한축구협회에 공문을 보내서 그를 애도했다.
2023년 10월 15일 스타다큐 마이웨이에서 추모 특집을 방송했다.

## 일화
- 멕시코 세계 청소년 축구 선수권대회에서 현지 언론들은 대한민국 청소년 대표팀의 활약을 '붉은 복수의 여신(Red Furies)'이라고 불렀다. 대한민국 축구 국가대표팀의 애칭이며, 축구 서포터즈 클럽의 이름 붉은악마는 여기에서 비롯되었다.
- 대한민국 청소년 축구팀은 아시아 지역 예선에서 탈락하여 멕시코 세계 청소년축구 선수권 대회에 참가할 수 없었으나, 북한 대신 출전하여 4강에 오르게 되었다. 출전권을 얻었던 북한팀이 아시안 게임에서 벌인 폭력 사건 때문에 국제 축구 연맹으로부터 2년 간 각종 국제 대회 참가를 금지당했기 때문이다. 북한은 인도 뉴델리에서 열린 1982년 아시안 게임 축구 준결승에서 쿠웨이트와 맞붙었는데 태국인 주심 비지트가 편파 판정을 한다고 생각해 선수와 코치들이 주심을 집단 구타했다.[14]
- 박종환 감독은 이주일과 춘천고등학교 동창생이며, 평생 절친한 친구로 지냈는데 춘천고등학교를 3년간 다녔으나 대학 드래프트에 뽑히지 못해 1년 더 다녀 본인(박종환)이 이주일과 동급생이 되기도 했다.[15]

## 상훈
- 체육훈장 백마장(1983년)
- 대한민국 체육상 지도자부문(1984년)
- K리그1 감독상(1993년, 1994년, 1995년)
- 아시아축구연맹(AFC) 올해의 감독(1995년)
- AFC 공로상(2010년)

## 가족 관계
- 배우자: 안흥석 (1939년 9월 8일 ~ 2016년 4월 16일)
  - 아들: 박재호
  - 딸: 박성숙